# En toen kwam Dr. Frost
En toen kwam dokter Frost is een hoorspel van Hans Weigel. Der eingebildete Doktor werd op 16 februari 1954 door de Bayerischer Rundfunk uitgezonden. De VARA volgde op woensdag 6 juni 1962. De vertaling was van Eric van Ingen en de bewerking van Willem van Cappellen, die ook de regie voerde. Het hoorspel duurde 83 minuten.

## Rolbezetting
- Wam Heskes (Pat Vandermill)
- Tine Medema (Nelly, zijn vrouw)
- Corry van der Linden (Peggy, zijn dochter)
- Johan Wolder (Frank, zijn zoon)
- Els Buitendijk (Mimi, dienstmeisje)
- Frans Somers (Harry, geen dokter)
- Huib Orizand (dr. Frost)

## Inhoud
Als verkoper van verzekeringspolissen komt men in vele huizen en leert men de mensen kennen. En zo merkt Harry Holt dadelijk, dat de Vandermills niet hem, maar de vurig verlangde psychiater verwachten, die hen van hun vele complexen moet verlossen. Handig als hij is, ziet Harry geen reden om de familie duidelijk te maken wie hij is. Bij vergissing zien ze hem nu toch reeds als de wonderdokter aan. Hij grijpt de gelegenheid zonder schaamte aan, zoals zijn beroep dat van hem verlangt, en "verlost" die Vandermills, tot hun grote tevredenheid, en ook nog tot tevredenheid van de echte psychiater die de dag daarop komt. Maar zo vlot gaat het natuurlijk niet, want als de dochter des huizes psychologie studeert en net bij Harry een bevrediging van haar beroepsnieuwsgierigheid hoopt te vinden, mag men op enkele verrassingen voorbereid zijn…